# 上原昭
上原 昭（うえはら あきら、1950年（昭和25年）1月7日 - ）は、日本の政治家。元沖縄県糸満市長（1期）。県内9市の保守系市長で構成された市長連合「チーム沖縄」のメンバー。

## 来歴
現在の沖縄県糸満市出身。琉球政府立糸満高等学校を経て、1974年（昭和48年）3月、東京大学経済学部卒業。同年4月、沖縄県庁に入庁。2009年（平成21年）4月、沖縄県信用保証協会の専務理事に就任。2013年（平成25年）6月から2015年（平成27年）6月まで、那覇空港ビルディング株式会社の非常勤会長を務めた。
2015年（平成27年）11月26日、糸満市長選挙に立候補する意向を表明。

### 2016年糸満市長選挙
2016年（平成28年）6月5日に行われた市長選挙に自由民主党とおおさか維新の会の推薦を受けて無所属で出馬。現職の上原裕常を破り初当選した。7月6日、市長就任。選挙の結果は以下のとおり。
※当日有権者数：44,699人 最終投票率：59.42%（前回比：-1.41pts）
| 候補者名 | 年齢 | 所属党派 | 新旧別 | 得票数       | 得票率 | 推薦・支持                           |
| -------- | ---- | -------- | ------ | ------------ | ------ | ------------------------------------ |
| 上原昭   | 66   | 無所属   | 新     | 13,602.420票 | 52.78% | （推薦）自由民主党、おおさか維新の会 |
| 上原裕常 | 67   | 無所属   | 現     | 12,168.579票 | 47.22% |                                      |

### 2020年糸満市長選挙
2020年（令和2年）、再選を目指して自民党・公明党の推薦を受けて市長選に立候補するが、前市長や元市長らから支援を受けている前市議の當銘真栄に敗れ落選した。
※当日有権者数：47,087人 最終投票率：54.56%（前回比：-4.86pts）
| 候補者名 | 年齢 | 所属党派 | 新旧別 | 得票数   | 得票率 | 推薦・支持             |
| -------- | ---- | -------- | ------ | -------- | ------ | ---------------------- |
| 當銘真栄 | 54   | 無所属   | 新     | 14,197票 | 56.43% |                        |
| 上原昭   | 70   | 無所属   | 現     | 9,715票  | 38.62% | （推薦）自民党・公明党 |
| 仲間堅二 | 60   | 無所属   | 新     | 1,245票  | 4.95%  |                        |

2023年（令和5年）春の叙勲で旭日小綬章を受章した。